# Cashpool

Cashpool-Logo

Der Cashpool (Eigenschreibweise CashPool) ist ein Zusammenschluss mehrerer deutscher Banken, der es deren Kunden ermöglicht, bei allen Geldautomaten der Mitgliedsbanken gebührenfrei Bargeld abzuheben.

## Entstehung
Der Verbund wurde im Juli 2000 auf Initiative der SEB, der damaligen Citibank (jetzt Targobank), der damaligen CC-Bank (jetzt Santander Consumer Bank) und der National-Bank gegründet. Später kamen die genossenschaftlichen Sparda-Banken sowie weitere private Banken hinzu, darunter auch viele kleinere Bankhäuser und einzelne Genossenschaftsbanken.
Die Gründung war eine Antwort auf die Kündigung der Höchstentgeltvereinbarung bezüglich der Geldautomaten-Entgelte durch die Sparkassen 1997. Die Sparkassen, die 45 % der Geldautomaten in Deutschland betreiben, wollten eine Erhöhung der Entgelte durchsetzen, die früher 4 DM betrugen. Nachdem das durch das Bundeskartellamt nicht unterstützt wurde, wurden die Entgelte frei festgesetzt und durch Sparkassen und Genossenschaftsbanken stark nach oben getrieben.
Hintergrund ist die Verteilung der insgesamt ca. 50.000 Geldautomaten in Deutschland auf die einzelnen Bankgruppen:
- ca. 19.650 Geldautomaten: Sparkassen (Stand 2023)[4]
- ca. 14.300 Geldautomaten: Bankcard-Servicenetz der Volks- und Raiffeisenbanken (Stand 2024)[5]
- ca. 4.500 Geldautomaten: Cash Group (Stand 2025)[6]
- ca. 2.800 Geldautomaten: Cashpool (Stand 2024)[7]

Die privaten Banken (nicht jedoch Sparkassen und Genossenschaftsbanken) hatten sich verpflichtet, ab Januar 2011 für Fremdkunden höchstens 1,95 Euro pro Auszahlung zu verlangen. Im August 2015 haben Deutsche Bank, Postbank und Commerzbank die Selbstverpflichtung gekündigt. Von den derzeit rund 2.800 Geldautomaten des Cashpool in Deutschland sind etwa 160 Standorte nicht öffentlich zugänglich, weil sie sich auf einem Betriebsgelände oder in einem Betriebsgebäude befinden. Eine flächendeckende Versorgung oder gleichmäßige Verteilung ist nicht gegeben. So befinden sich z. B. in Nürnberg rund 20 Geldautomaten (davon ¾ öffentlich zugänglich und auch innerhalb des Stadtgebiets ungleich verteilt), der nächstgelegene Geldautomat von der Urlaubsregion Sylt dagegen erst ca. 70 km entfernt in Flensburg.

## Aktuelle Mitglieder des Cashpool
- Bank für Sozialwirtschaft, Köln
- Bankhaus Bauer, Essen
- Bankhaus C. L. Seeliger, Wolfenbüttel
- Bankhaus Gebr. Martin, Göppingen
- Bankhaus Hafner, Augsburg
- Bankhaus Ludwig Sperrer, Freising
- Bankhaus Max Flessa, Schweinfurt
- Bankhaus E. Mayer, Freiburg im Breisgau
- Bankhaus Neelmeyer, Bremen
- BBBank, Karlsruhe
- Donner & Reuschel, Hamburg
- Gabler-Saliter Bankgeschäft, Obergünzburg
- Berenberg Bank, Hamburg
- Merkur Privatbank, München
- National-Bank, Essen
- Oldenburgische Landesbank, Oldenburg (Oldb)
- Pax-Bank, Köln
- Santander Consumer Bank, Mönchengladbach
- Sparda-Banken
- Steyler Bank, Sankt Augustin
- Südwestbank, Stuttgart
- Targobank, Düsseldorf

Quelle

## Ehemalige Mitglieder

### Durch Nachfolgebanken indirekt im Cashpool verblieben
- Reuschel & Co., München: Durch Übernahme und Verschmelzung mit der Conrad Hinrich Donner Bank, firmiert die Reuschel & Co. jetzt unter Donner & Reuschel.
- Bank Schilling & Co, Hammelburg: 2019 wurde sie von der Merkur Privatbank übernommen und dort integriert.
- Wüstenrot Bank, Ludwigsburg: Das Mitglied schied mit dem 29. November 2019 aufgrund der Verschmelzung mit der Oldenburgischen Landesbank (OLB) aus. Für in den OLB-Konzern migrierte Kunden ist dadurch die Nutzung des Cashpool gegeben.
- GE Money Bank, Hannover: Die GE Money Bank GmbH ist zum 1. Juli 2009 mit der Santander Consumer Bank AG verschmolzen. Da auch die Santander Consumer Bank AG Mitglied im Cashpool ist, können die Geldautomaten der ehemaligen GE Money Bank GmbH weiterhin kostenfrei genutzt werden.
- SEB AG, Frankfurt am Main: Die SEB AG hat ihr deutsches Privatkundengeschäft im Rahmen einer Neuausrichtung im Jahr 2010 an die Santander Consumer Bank AG verkauft. Die Integration der ehemaligen SEB-Filialen erfolgte mit Wirkung zum 31. Januar 2011 in der Zweigniederlassung Santander Bank.
- Degussa Bank, Frankfurt am Main: Die Degussa Bank wurde zum 1. September 2024 von der Oldenburgischen Landesbank übernommen.

### Nicht mehr Teil des Cashpool
- Schmidtbank, Hof: Bis 2004 gehörte auch die SchmidtBank dem Cashpool an. Die SchmidtBank, die zuletzt als GmbH firmierte, geriet Ende der 1990er Jahre in eine wirtschaftliche Schieflage. 2004 wurde die Marke SchmidtBank durch die Commerzbank übernommen und die Filialen der SchmidtBank in Commerzbank-Filialen umgewandelt. Die Commerzbank AG gehört dem Geldautomaten-Verbund Cash Group an.
- Norisbank, Nürnberg: Die Norisbank AG wurde mit Wirkung zum 31. Oktober 2006 durch die Deutsche-Bank-Gruppe übernommen. Die Bank schied dadurch zum 31. März 2007 aus dem Cashpool aus. Bereits zum 31. Oktober 2006 kehrte die Norisbank in den Geldautomaten-Verbund Cash Group zurück. Während dieser Übergangszeit war die Norisbank sowohl Mitglied im Cashpool als auch in der Cash Group. Aufgrund der damaligen Zugehörigkeit zur HypoVereinsbank-Gruppe war die Norisbank AG bereits bis 2003 Mitglied in der Cash Group.
- Baden-Württembergische Bank (BW-Bank), Stuttgart: Bis zum 31. Juli 2005 gehörte auch die BW-Bank dem Cashpool an. Durch ihre Übernahme durch die öffentlich-rechtliche Landesbank Baden-Württemberg (LBBW) trat die BW-Bank aus dem Cashpool aus. Seitdem können Kunden der BW-Bank die Geldautomaten der Sparkassen kostenfrei nutzen.
- Erste Rosenheimer Privatbank, Rosenheim: Die Erste Rosenheimer Privatbank AG als ein Unternehmen der Kathrein-Gruppe hat das Geschäft mit externen Kunden zum 31. März 2006 eingestellt und somit auch ihre Mitgliedschaft im Cashpool beendet. Die Bank firmiert seit dem 1. April 2006 als Erste Rosenheimer Finanzservice AG und übt ausschließlich das Konzernfinanzierungsgeschäft der Kathrein-Gruppe aus.
- CVW-Privatbank, Wilhermsdorf: Die CVW-Privatbank AG (vormals Creditverein Wilhermsdorf AG) ist zum 31. Dezember 2006 aus dem Cashpool ausgetreten. Ein Grund für den Austritt ist nicht bekannt.
- Readybank, Berlin: Die Readybank AG (vormals ABC Privatkunden-Bank GmbH) ist zum 3. Juli 2007 aus dem Cashpool ausgetreten. Als Grund für den Austritt wurde die Übernahme durch die WestLB im März 2006 genannt.
- Bankverein Werther AG, Werther (Westf.): Die Bankverein Werther Aktiengesellschaft (heute Net-m Privatbank 1891 AG) hat ihr Stammhausgeschäft (Privat-, Geschäfts- und Firmenkunden) mit Wirkung zum 1. Dezember 2011 an die Volksbank Paderborn-Höxter-Detmold verkauft und betreibt seitdem nur noch das Kreditkartengeschäft sowie strategische Partnerschaften. Damit endete auch die Mitgliedschaft im Cashpool. Die an die Volksbank Paderborn-Höxter-Detmold eG übertragenden Kunden können seitdem die Geldautomaten im Bankcard-Servicenetz der Volks- und Raiffeisenbanken kostenfrei nutzen.
- Netbank, Augsburg: Die Netbank hat mit Wirkung vom 9. Oktober 2017 alle von ihr ausgegebenen Girocards für ungültig erklärt und durch Debit Mastercards ersetzt. Zeitgleich erlosch die Mitgliedschaft im Cashpool.
- Fürstlich Castell’sche Bank, Castell: Die Castell-Bank ist seit 31. März 2023 nicht mehr Mitglied im Cashpool, da sie keine eigenen Geldautomaten mehr betreibt. Die Bargeldversorgung der Kunden erfolgt über die Kreditkarte Mastercard.
- Bankhaus J. Faisst, Wolfach: Das Bankhaus J. Faisst wurde im September 2024 von der türkischen Privatbank Yapı ve Kredi Bankası übernommen und in Yapi Kredi Bank Deutschland umfirmiert. Diese beendete das Privatkundengeschäft zum Ende des Jahres 2024 und kündigte alle bestehenden Zahlungskonten; somit endete auch die Mitgliedschaft im CashPool.